# Cycas orientis
Cycas orientis — вид голонасінних рослин класу саговникоподібні (Cycadopsida).
Етимологія: від латинського orientis — «зі сходу», з посиланням на зростання в східній частині Арнем-Ленд.

## Опис
Стебла деревовиді, 4(7) м заввишки, 8–14 см діаметром у вузькому місці. Листки яскраво-зелені, дуже блискучі, довжиною 55–125 см. Пилкові шишки яйцевиді, оранжеві, завдовжки 20 см, 8 см в діаметрі. Мегаспорофіли 14–24 см завдовжки, сіро-повстяні і коричнево-повстяні. Насіння плоске, яйцевиде, 25–36 мм завдовжки, 25–34 мм завширшки; саркотеста помаранчево-коричнева, злегка вкрита нальотом, товщиною 3–4 мм.

## Поширення, екологія
Країни поширення: Австралія (Північна Територія). Цей вид локально рясний на від глибоко-білого до жовтого кольору піску над латеритом, в основному в евкаліптових Eucalyptus tetrodonta — Eucalyptus miniata саванних лісах, але перебуває в більшості, але росте також у вологих але не заболочених місцях проживання.

## Загрози та охорона
Збільшення частоти вогню може бути проблемою, але це не вважається серйозною загрозою в даний час. Майже вся популяція виду розташована на території аборигенів, питання збереження на цій землі ще не повністю вирішені.

## Систематика
В деяких джерелах розглядається як синонім Cycas angulata R.Br.